# Cheatham County
Cheatham County ist ein County im Bundesstaat Tennessee der Vereinigten Staaten. Das U.S. Census Bureau hat bei der Volkszählung 2020 eine Einwohnerzahl von 41.072 ermittelt. Der Verwaltungssitz (County Seat) ist Ashland City.

## Geographie
Das County liegt nordwestlich des geographischen Zentrums von Tennessee, ist im Norden etwa 40 km von Kentucky entfernt und hat eine Fläche von 795 Quadratkilometern, wovon 12 Quadratkilometer Wasserfläche sind. Es grenzt im Uhrzeigersinn an folgende Countys: Robertson County, Davidson County, Williamson County, Dickson County und Montgomery County.

### Citys und Towns
- Ashland City
- Kingston Springs
- Pegram
- Pleasant View
- Joelton

### Unincorporated Communitys
- Bellsburg
- Bell Town
- Chapmansboro
- Cheap Hill
- Craggie Hope

## Geschichte
Cheatham County wurde am 28. Februar 1856 aus Teilen des Davidson County, Dickson County, Montgomery County und Robertson County gebildet. Benannt wurde es nach Edward Saunders Cheatham (1818–1878), einem Präsidenten der Louisville and Nashville Railroad und Abgeordneten im Senat von Tennessee.

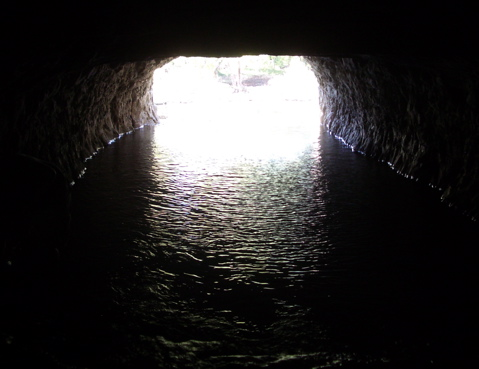
Montgomery Bell Tunnel (2009)

Ein Ort im County hat den Status einer National Historic Landmark, der Montgomery Bell Tunnel. Neun Bauwerke und Stätten des Countys sind im National Register of Historic Places (NRHP) eingetragen (Stand 10. August 2018).

## Demografische Daten

Alterspyramide Cheatham County

Nach der Volkszählung im Jahr 2000 lebten im Cheatham County 35.912 Menschen in 12.878 Haushalten und 10.160 Familien. Die Bevölkerungsdichte betrug 46 Einwohner pro Quadratkilometer. Ethnisch betrachtet setzte sich die Bevölkerung zusammen aus 96,86 Prozent Weißen, 1,48 Prozent Afroamerikanern, 0,38 Prozent amerikanischen Ureinwohnern, 0,18 Prozent Asiaten, 0,05 Prozent Bewohnern aus dem pazifischen Inselraum und 0,36 Prozent aus anderen ethnischen Gruppen; 0,70 Prozent stammten von zwei oder mehr Ethnien ab. 1,22 Prozent der Bevölkerung waren spanischer oder lateinamerikanischer Abstammung.
Von den 12.878 Haushalten hatten 39,6 Prozent Kinder und Jugendliche unter 18 Jahre, die bei ihnen lebten. 64,9 Prozent waren verheiratete, zusammenlebende Paare, 9,6 Prozent waren allein erziehende Mütter und 21,1 Prozent waren keine Familien. 16,9 Prozent waren Singlehaushalte und in 5,3 Prozent lebten Personen im Alter von 65 Jahren oder darüber. Die Durchschnittshaushaltsgröße betrug 2,76 und die durchschnittliche Haushaltsgröße betrug 3,08 Personen.
27,7 Prozent der Bevölkerung waren unter 18 Jahre alt, 7,3 Prozent zwischen 18 und 24, 33,5 Prozent zwischen 25 und 44, 23,0 Prozent zwischen 45 und 64 und 8,6 Prozent waren älter als 65. Das Durchschnittsalter betrug 35 Jahre. Auf 100 weibliche Personen kamen statistisch 100,3 männliche Personen und auf 100 Frauen im Alter von 18 Jahren und darüber kamen 97,4 Männer.
Das jährliche Durchschnittseinkommen eines Haushalts betrug 45.836 USD, das Durchschnittseinkommen der Familien betrug 49.143 USD. Männer hatten ein Durchschnittseinkommen von 34.476 USD, Frauen 25.191 USD. Das Prokopfeinkommen betrug 18.882 USD. 5,3 Prozent der Familien und 7,4 Prozent der Einwohner lebten unterhalb der Armutsgrenze.